# Bình Giang (Quảng Nam)
Bình Giang is een xã in het district Thăng Bình, een van de districten in de Vietnamese provincie Quảng Nam. Bình Giang heeft ruim 10.000 inwoners op een oppervlakte van 17,13 km².

## Geografie en topografie
Bình Giang ligt in het noorden van de huyện Thăng Bình op de westelijke oever van de Trường Giang. In het noordoosten van Bình Giang komen de grenzen van Duy Xuyên, Thăng Bình en Quế Sơn samen. De aangrenzende xã's in Duy Xuyên zijn Duy Nghĩa en Duy Thành. De aangrenzende xã in Quế Sơn is Hương An. De aangrenzende xã's in Thăng Bình zijn Bình Dương, Bình Đào, Bình Triều en Bình Phục.